# Safed
Safed (Hebreeuws: צפת Tzfat, Arabisch: صفد Safad) is een stad in het noordelijke district van Israël in de bergen van Galilea, ongeveer 900 meter boven zeeniveau. In de winter valt er vaak sneeuw. De stad is ongeveer in het jaar 66 na Chr. gesticht.
Voor de Arabisch-Israëlische Oorlog van 1948 telde Safed 10.000 Palestijns-Arabische en 2000 Joodse inwoners. Volgens het Israëlische Centraal Bureau voor de Statistiek (CBS) had de stad in 2003 26.600 inwoners. Op de zuidelijke helling ligt een oude joodse wijk, waarvan enkele huizen uit de 16e eeuw stammen.
Het in 1948 grotendeels verwoeste Palestijnse dorp 'Akbara, met in 1887 335 inwoners (uitsluitend moslims), is een wijk voor kunstenaars geworden. Een door Israël nieuw gebouwde wijk met de naam Akbara is sinds 1977 onder de jurisdictie van Safed geplaatst.
De stad is tweemaal door de kruisvaarders veroverd en is verscheidene keren door aardbevingen getroffen.

## Geschiedenis
Safed gelegen in Galilea wordt door Flavius Josephus (eerste eeuw n.Chr.) vermeld als vesting in de opstand tegen de Romeinen. De stad is gebouwd rond het kruisvaardersfort, dat neerkeek op de verschillende wijken van de stad. Op het hoogste punt van de stad staan de overblijfselen van deze vesting.
De Mammelukken, die er vanaf ongeveer het jaar 1250 heersten, hielden er nauwelijks een administratie op na, zodat er weinig over die tijd bekend is. Het merendeel van de bevolking woonde in de dorpjes en leefde van de landbouw en veeteelt. Het Ottomaanse Rijk daarna begon in 1525 het land te inventariseren en te belasten. Ook de bevolking werd geregistreerd.
Tijdens het Ottomaanse Rijk werd Safad een regionaal administratief centrum, de Sancak van Safad, in de Vilâyet van Sãm. (De grenzen van Sancaks bestonden uit natuurlijke begrenzing als de Jordaan, bergketens, en dergelijke). Deze Sancak omvatte zes, en later vijf units van het Mammelukse Mamlakah van Safad, waarin de dorpjes her en der lagen verspreid. Gelegen halverwege tussen Tyrus, Jaffa en Jeruzalem, was Safad al in de 13e eeuw een kruispunt in de belangrijkste zuidelijke handelsroutes van Syrië. Arabieren en Joden vestigden zich in toenemende mate in het hoog gelegen bolwerk.
De joodse bevolking van Safed heeft verscheidene pogroms ondergaan: 1517, in 1567, 1587, 1602, 1628, 1660 en 1636, in 1799, de pogrom in 1834, de pogrom van 1838 door druzen en andere moslims en de pogrom in 1929. Bij de pogrom van 1660 werd bijna de gehele joodse bevolking van de stad gedood. Ook bij de pogrom van 1834 vielen veel doden. Verslagen van het maandlange evenement vertellen over grootschalige plunderingen, evenals het doden en verkrachten van Joden en de verwoesting van huizen en synagogen door druzen en moslims. Veel Thorarollen werden ontheiligd. Honderden mensen ontvluchtten de stad.

### Bevolking
In de 12e eeuw bezocht Benjamin van Tudela Safad en schreef dat hij er geen enkele jood gezien had, maar midden 1300 begon de stad veel joden aan te trekken. Volgens genizah-documenten zou er in de 13e eeuw al wel joodse aanwezigheid zijn geweest. Een kleine gemeenschap van Sefardische joden begon zich pas tegen het einde van de 15e eeuw langzamerhand uit te breiden. Vanaf begin 16de eeuw, toen joden Spanje ontvluchtten na de reconquista, vestigden velen van hen zich in Safad waardoor de moslims daar in de minderheid kwamen. In de dorpjes woonden echter overwegend moslims; er waren een paar gemengde moslim-christen of moslim-joodse dorpjes, en een geheel christelijk dorp. Er waren geen joods-christelijke dorpen. De bevolking bereikte zijn piek halverwege die eeuw. In 1525 had Safad 4808 inwoners, waaronder 3644 moslims en 1160 joden. In 1595 woonden er in de stad in totaal 12.683 mensen, waarvan 4553 moslims en 8130 joden. Christenen waren zo goed als verdwenen.
De sultan besloot in 1549 een muur te bouwen en er een garnizoen te stationeren om de joodse bevolking te beschermen.
In 1561 kreeg de familie Nassi de stad Tiberias en omstreken, waaronder Safed, als gift en concessie van de sultan, om er meer Joden te kunnen vestigen.
Er ontwikkelde zich een bloeiende textielindustrie tot tegen het einde van de 16e eeuw, toen bedoeïenen in opstand kwamen en er plaatselijke verstoringen optraden. Daarna liep de periode van voorspoed terug tot in de 19e eeuw.
In 1777 vestigden zich nogmaals 300 joodse immigranten in Safad, er waren toen in totaal dertig synagogen. Op de verschillende heuvels van de stad ontstonden verschillende delen. Volgens Burkhardt behoorden van de 600 huizen er 150 toe aan joden, en 80-100 aan christenen. Volgens katholieke monniken waren er in Safad tussen de 1000 en 1500 woningen waarvan 300-350 van Joden waren en de rest Turks.
In 1851 was volgens waarnemers het grootste deel van de bevolking joods.
De inwoners van de late jaren van de 19e eeuw zijn niet noodzakelijkerwijs afstammelingen van die uit de 16e eeuw, aangezien er een constante immigratie en emigratie is geweest gedurende het Ottomaanse Rijk.
In de tweede helft van de 19de eeuw kwam hier een grote groep ballingen uit Algerije en Circassië en immigranten uit Damascus en Transjordanië wonen. De geschiedenis van Palestijnse moslims en christenen in Safed is nauwelijks ergens vermeld. Sporen van de moslimtraditie en de Arabische cultuur zijn bijna niet meer te vinden. De oude in goud geschilderde moskee, het hart van de religieuze en seculiere activiteiten van de moslimgemeenschap, is nu lichtblauw geschilderd. Er is de Ari-synagoge, genoemd naar rabbijn Ari, de 'Leeuw', die hier in de 16de eeuw doceerde. Ook ligt hier een oude joodse begraafplaats.
De stad wordt binnen het jodendom als een heilige plaats beschouwd.

### Mystiek
Safed werd in de 16 eeuw een centrum van mystiek. joodse mystiek, de kabbala (een fusie van theosofie met messianisme) mengde zich hier met moslim-mystiek, soefisme; er werd gezamenlijk op gestudeerd. Twee joodse mystici, Mozes Cordovero, (een sefardische jood) en Isaac Luria (een Asjkenazische jood), hebben in deze stad gewoond. Het joodse wetboek Shoelchan Aroech werd hier geschreven door Josef Karo, naar wie een synagoge is vernoemd.
Vele rabbijnen vestigden zich er en er ontwikkelde zich een joodse religieuze en intellectuele vitaliteit. Aan het eind van de 16e eeuw waren er dertien synagogen, vier seminaries en een groot aantal plaatselijke studenten.

### Arabisch-Israëlische oorlog van 1948
Eind 1947 was het al onrustig in de stad met aanslagen en vuurgevechten door de Haganah en Arabische milities. In Safad woonden toen 10.000 - 12.000 moslims en 1.500 joden. Begin januari 1948 werd de joodse wijk van het dorp door de Arabieren afgesloten van de buitenwereld.
De Britten trokken zich op 16 april terug uit het stadje. De Citadel en het Tegart-fort hadden ze daarbij aan de Arabieren overhandigd. Zowel het Arabische Bevrijdingsleger als de Hagana stuurden versterkingen, terwijl de onrust toenam door een bomaanslag van de Hagana in een Arabische wijk.
Kort hierop begon de Israëlische aanval op Safed, voornamelijk uitgevoerd door de Palmach, de commando-eenheid van de Haganah. Deze had 1000 man tot haar beschikking, alsook 200 reguliere Hagana-strijders. Het stadje werd verdedigd door 400 vrijwilligers van het Arabische Bevrijdingsleger met een Syrische officier, Ihasn Qam Ulmaz, als charismatische aanvoerder te velde. Hij werd echter vervangen en er ontstonden onenigheden tussen de Arabische milities terwijl verschillende officieren begin mei (op het heetst van de strijd) afwezig waren.
Op 29 april 1948 begon de Palmach het offensief om Safed in te nemen, maar dit concentreerde zich eerst op het omliggende platteland, waarbij op 1 mei de dorpen Ein al Zeitun en Birrya werden veroverd en op 10 mei 1948 het dorp 'Akbara. Zowel Ein al Zeitun als 'Akbara werden na de verovering grotendeels verwoest door de Palmach overeenkomstig Plan Dalet (Plan D), enerzijds om toekomstige bewoning door Arabische Palestijnen te voorkomen, anderzijds om het moreel van de Arabieren in Safed te ondermijnen. In Ein al Zeitun werden ook tientallen krijgsgevangenen tijdens het vermoord (Bloedbad van Ein al Zeitun)
Intussen was ook de aanval op de stad zelf begonnen, met op 6 mei een mislukte poging om de citadel te veroveren, vanaf 9 mei gevolgd door zware beschietingen op de Arabische wijken. Het stadje werd uiteindelijk op 1 juni ingenomen. De Palmach verdreef de Arabische inwoners, aanvankelijk op 100 oude mensen na. Op 5 juni kon David Ben-Gurion in zijn dagboek schrijven: "Abraham Hanuki,...,vertelde me dat, omdat er slechts 100 bejaarden overgebleven waren in Safad, ook zij verdreven waren naar Libanon. Vrijwel alle Arabisch-Palestijnse inwoners waren intussen gevlucht; honderd achtergebleven bejaarden werden enkele weken later verdreven naar Libanon (eind mei volgens de bronnen geciteerd door Morris, op 5 juni volgens een dagboekaantekening van Ben-Goerion). De laatst overgebleven groep, ongeveer 35 Arabische christenen, werd 13 juni naar Haifa gedeporteerd, wat tot enige onenigheid leidde tussen de Israëlische regering en het leger.
Om te verhinderen dat de Arabische bewoners terug zouden keren, vestigden zich ongeveer 1000 immigranten in Safad. In maart 1950 was het aantal toegenomen tot 3000.
Onder degenen die het stadje moesten ontvluchten behoorde de jonge Mahmoud Abbas, die er in 1935 was geboren.

### Sinds 1948 in Israël
Na de Arabisch-Israëlische oorlog kreeg Safed de status van ontwikkelingsstad. Had de stad bij de laatste Britse bevolkingstelling van 1931 9441 inwoners, in 2016 telde de stad 33.636 inwoners.
In de jaren vijftig en zestig kwamen kunstenaars in Safed wonen en in 1953 werd het Glitzenstein Museum geopend. In de nauwe geplaveide stegen van het oude moslimdorpje 'Akbara, nu de kunstenaarswijk Qiryath Hazayarim, zijn werkplaatsen van onder meer glasblazers, kaarsenmakers, wevers en kunstsmeden.
In 1974 kwam Safed in het nieuws omdat 102 kinderen uit de stad tijdens een schoolreisje in Ma'alot werden gegijzeld door leden van het Democratisch Front voor de Bevrijding van Palestina. Tijdens de bevrijdingsactie door het Israëlische leger werden 22 kinderen door de gijzelnemers vermoord.
In juli 2006 vuurde Hezbollah vanuit Zuid-Libanon honderden Katjoesja-raketten af op het noorden van Israël. Hierbij werd ook Safed geraakt en viel een dode en meerdere gewonden. Het conflict eindigde in augustus 2006 met een wapenstilstand.
In Safed is het toerisme van belang geworden. Vanwege de historie en het milde klimaat in de zomer wordt de stad veel bezocht. Ook als centrum van het kabbalisme trekt de stad bezoekers: in 2009 werd Safed door Madonna bezocht. Als vestigingsplaats en vakantieplek van ultra-orthodoxe Joden is het toeristische karakter van de stad veranderd. Het aantal hotels is sinds 1980 afgenomen van 20 naar 4.
De oude historische niet-joodse schatten van Safed, zoals een moskee, een begraafplaats en de oude muur zijn intussen vernietigd, verdwenen of sterk verwaarloosd. Op historische Palestijnse overblijfselen is graffiti aangebracht.
De stad heeft haar unieke status als joods studiecentrum behouden, met talrijke faciliteiten. Er staan 1.300 Arabische studenten ingeschreven bij het Zefat Academic College.

## Historische locaties

### Citadelheuvel
De Citadelheuvel, in het Hebreeuws HaMetzuda, rijst op ten oosten van de Oude Stad en is vernoemd naar het enorme kruisvaarders- en later Mamelukken-kasteel dat daar in de 12e en 13e eeuw werd gebouwd, en dat in gebruik bleef totdat het volledig werd verwoest door de aardbeving van 1837. De ruïnes zijn nog steeds zichtbaar. Op de westelijke helling onder de ruïnes staat het voormalige Britse politiebureau, nog steeds getekend door kogelgaten uit de oorlog van 1948.

### Oude joodse wijk
Vóór 1948 woonde het grootste deel van Safeds joodse bevolking in het noordelijke deel van de oude stad. Momenteel zijn er 32 synagogen, het wordt ook wel de synagogewijk genoemd en omvat synagogen die vernoemd zijn naar vooraanstaande rabbijnen van de stad: de Abuhav, Alsheich, Karo en twee vernoemd naar Rabbi Isaac Luria: een Asjkenazische, de andere Sefardisch.

### Gebouwen uit de Mammelukken-periode
Verder naar het zuiden staan twee monumentale gebouwen uit de Mamluk-periode: De Rode Moskee met een khan (1276) enhet Mamluk mausoleum, nu gebruikt door vrijmetselaars. Het mausoleum werd gebouwd voor een Mamluk na'ib (gouverneur) van Safed, Muzaffar ad-Din Musa ibn Hajj al-Ruqtay Musa Muzaffar al-Din ibn Ruqtay al-Hajj.
Ten zuidoosten van de kunstenaarswijk ligt de Saraya, de versterkte gouverneursresidentie gebouwd door Zahir al-Umar (1689–1775).

## Geboren in Safed
- Dominico Irosolimitano (ca. 1550-1620), Talmoedgeleerde
- Giovanni Baptista (1588-1668), wetenschapper
- Joseph Richetti (17e eeuw), Talmoedgeleerde
- Moshe Shamir (1921-2004), schrijver
- Mahmoud Abbas (1935), president van de Palestijnse Autoriteit
- Esther Ofarim (1941), zangeres

## Bezienswaardigheden in en rondom Safed

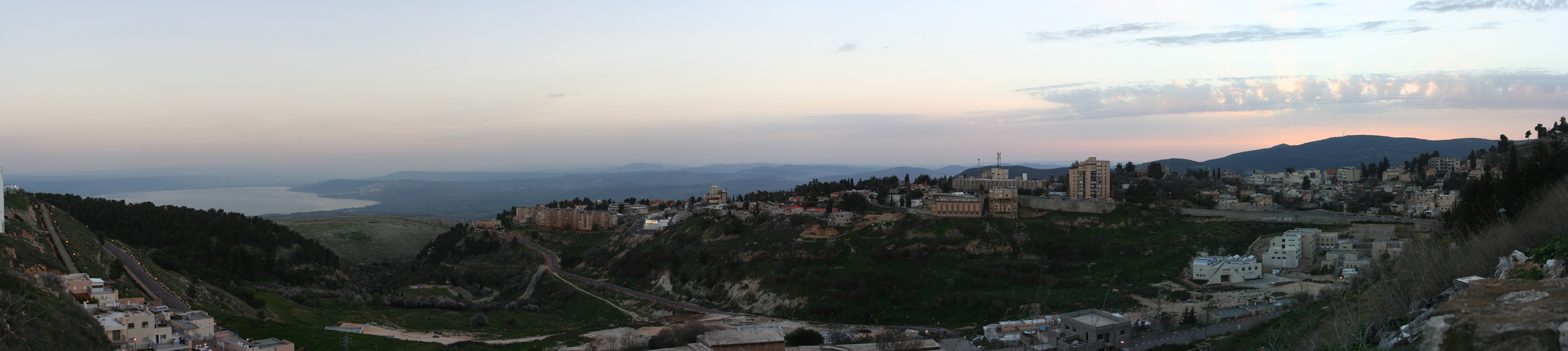
Safed, gezicht naar het oosten en het Meer van Galilea (2006)

- Beit Hameiri (geschiedkundig museum)
- Citadel
- Kabbala museum
- Rode moskee
- Sefardi Ari (oude synagoge)

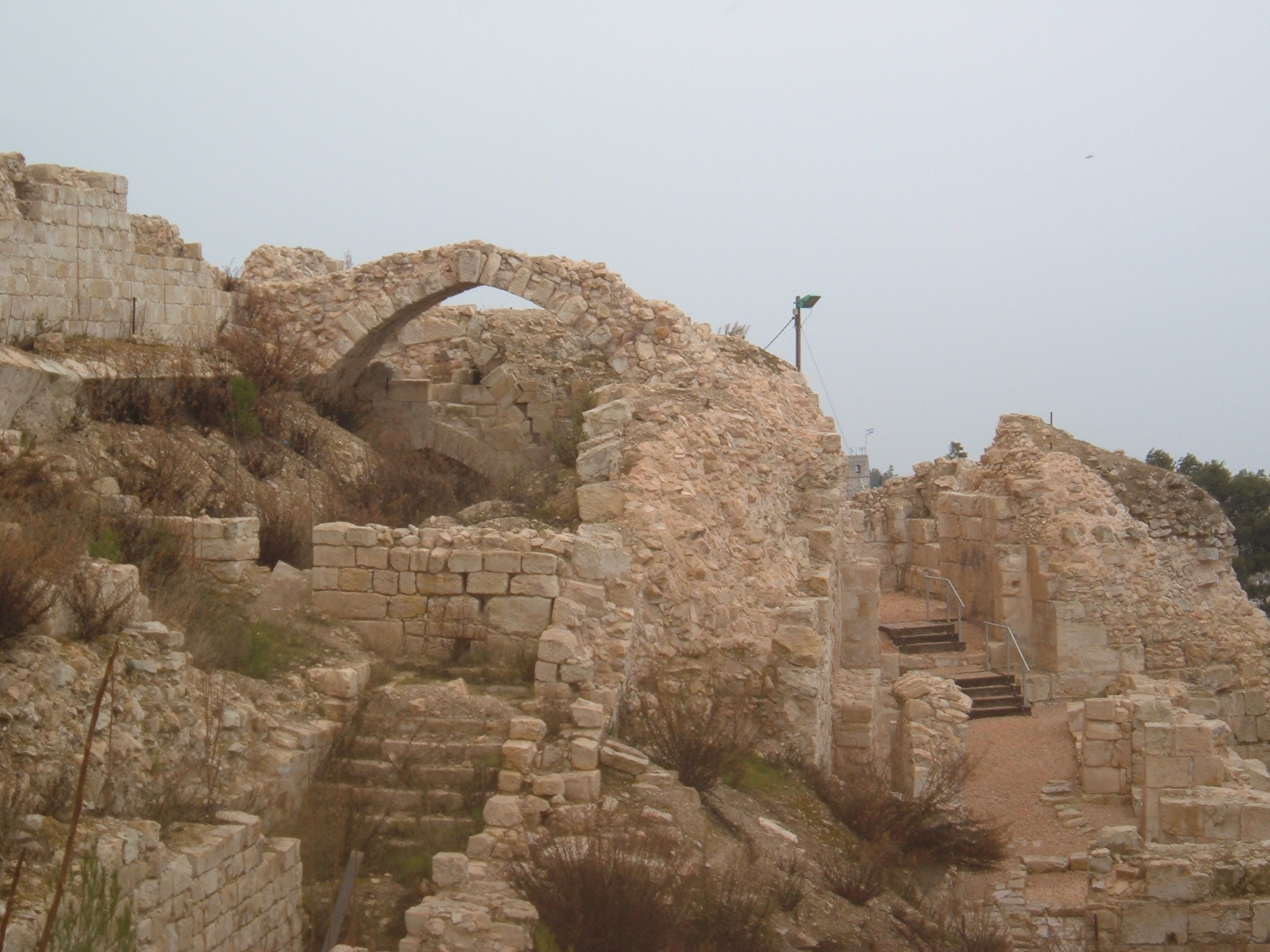
Ruïnes van de citadel uit de Mammelukse-Kruisvaarders periode (2008)
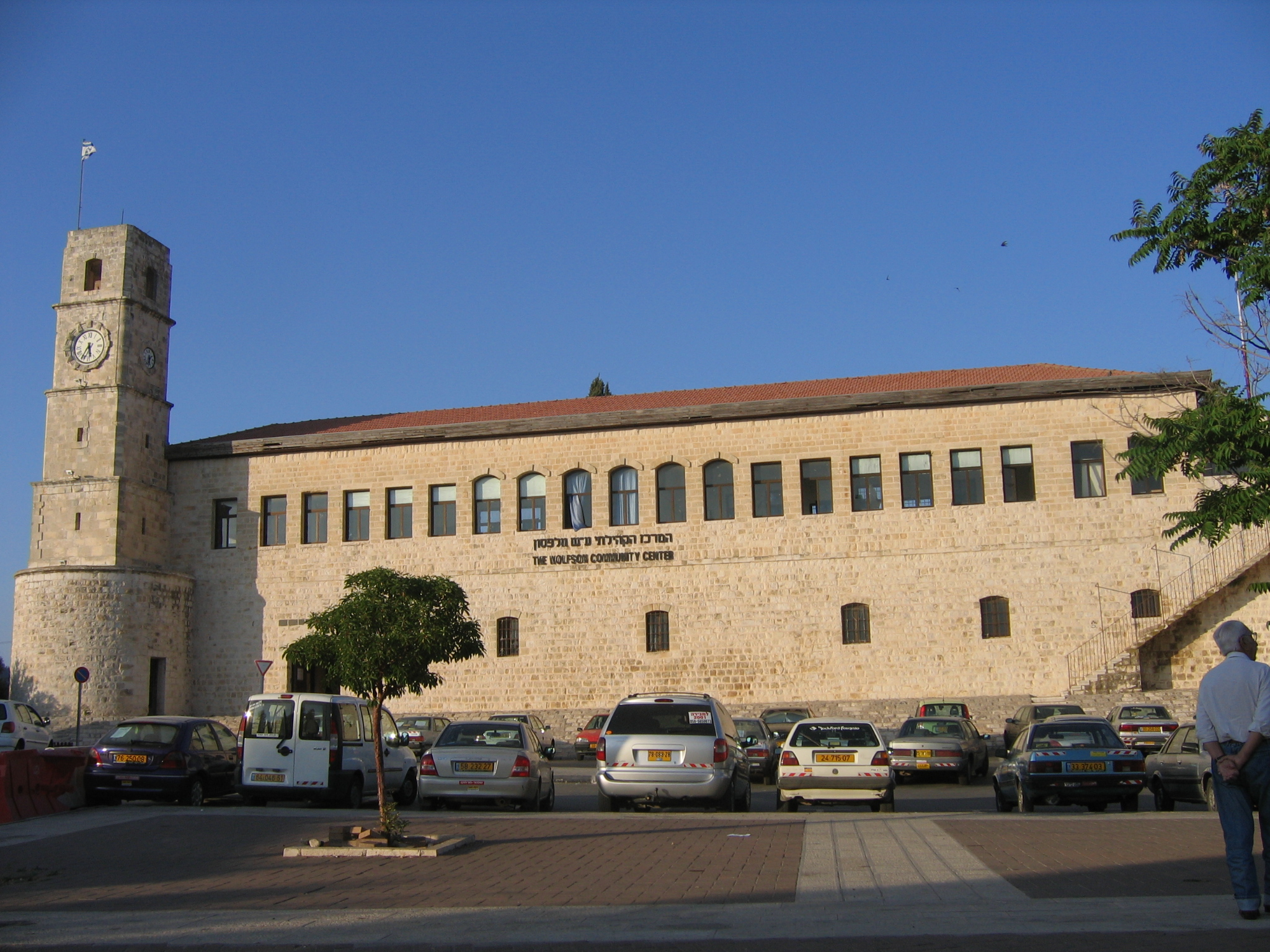
Het oude fort van Safad, gebruikt door de Ottomaanse bestuurders, daarna door de Britten, nu door Israël.(2006)
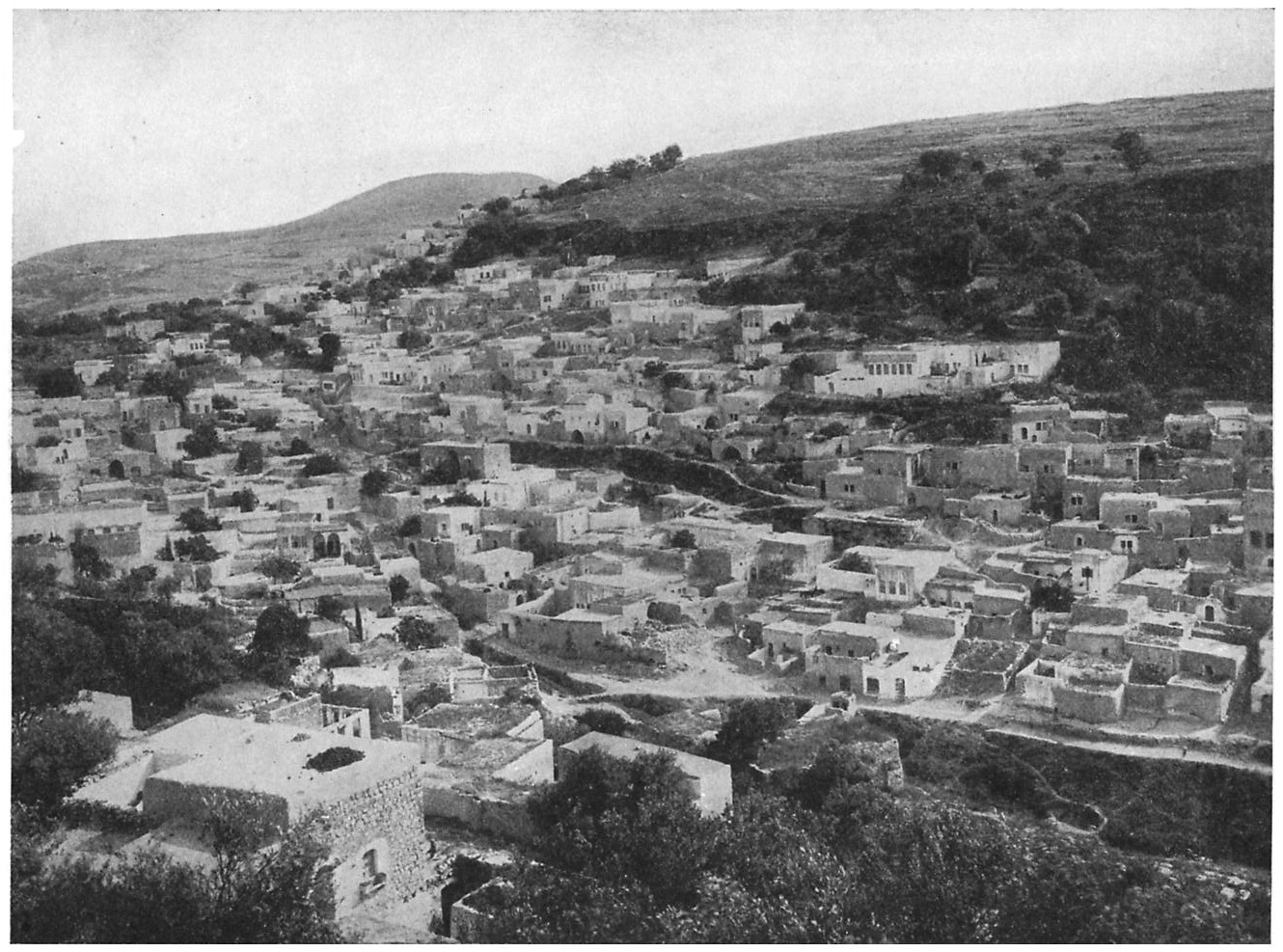
Safed in 1908
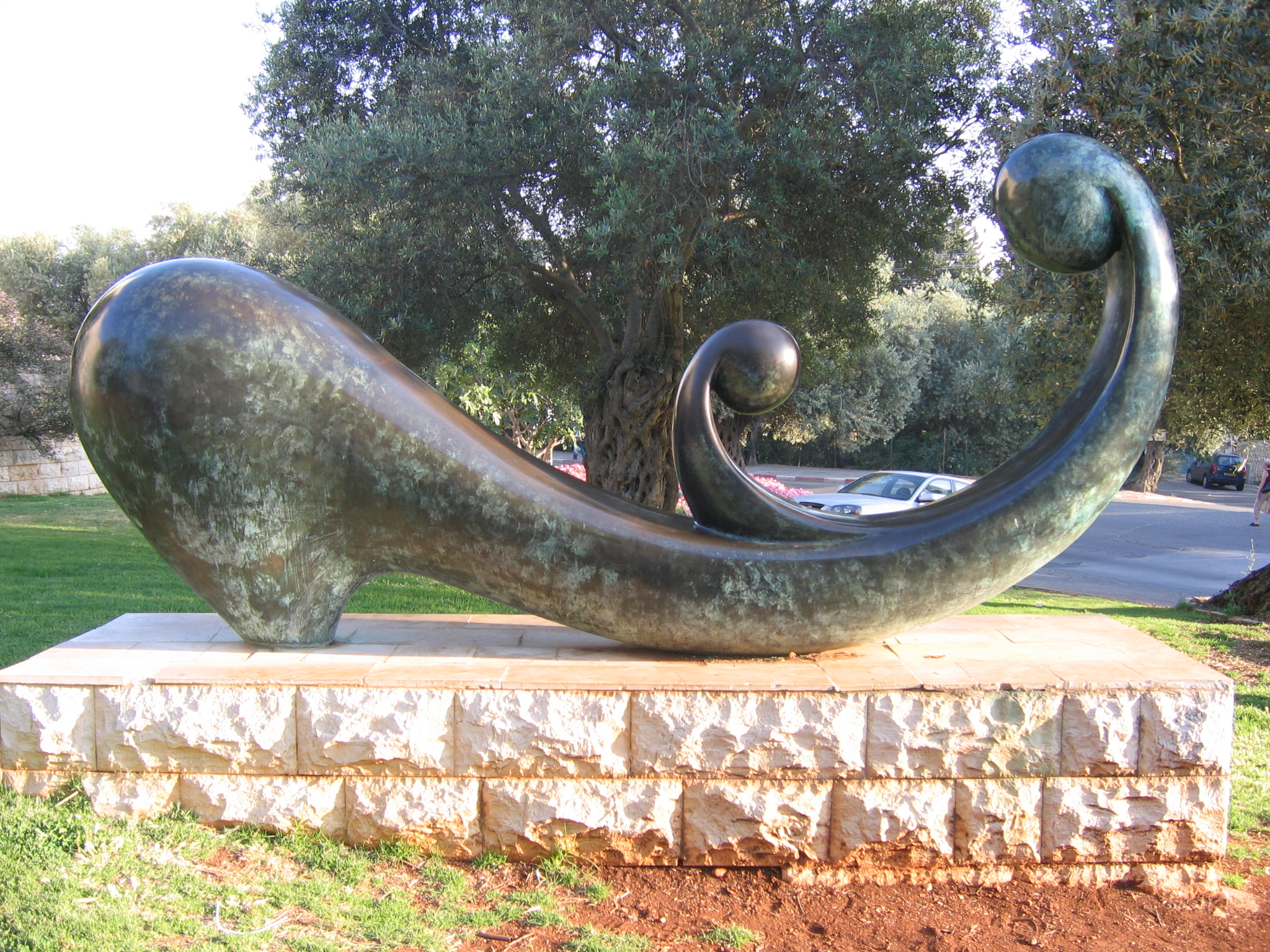
Een beeld in Safed (2006)
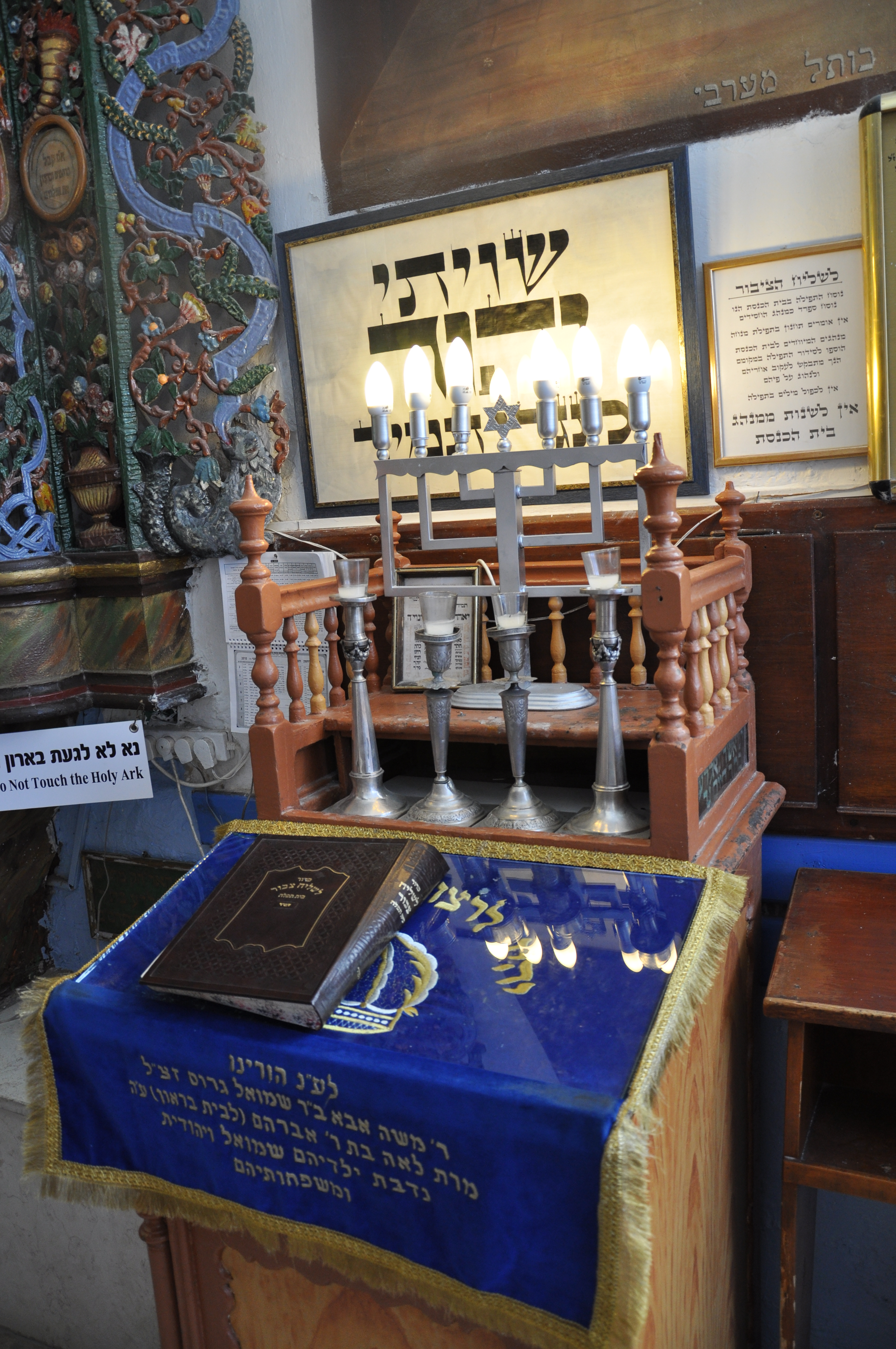
Synagoge (2010)
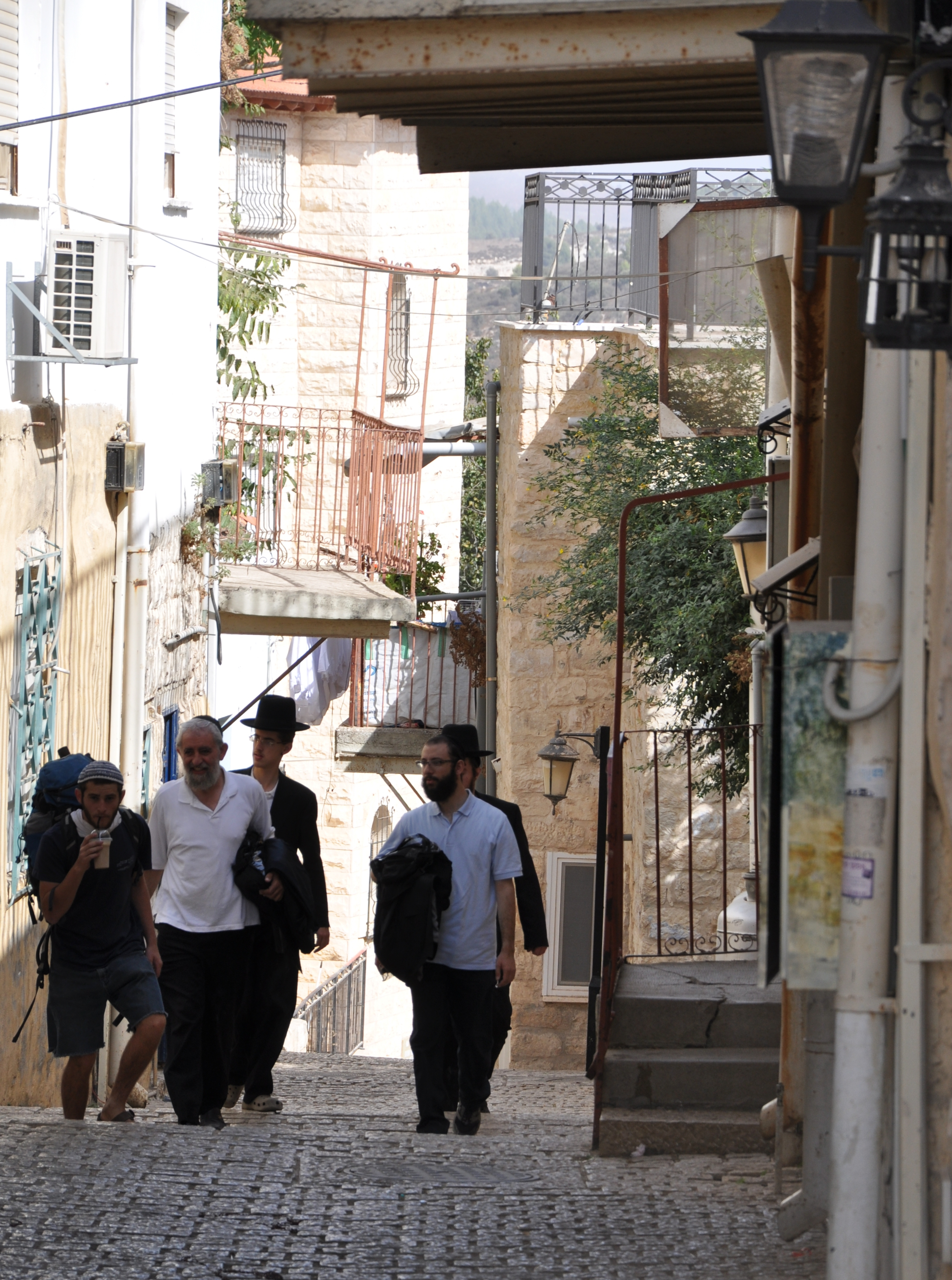
Straatje in Safed (2010)